# Њуарк (Њу Џерзи)
Њуарк (енгл. Newark) највећи је град америчке савезне државе Њу Џерзи. По попису становништва из 2020. у њему је живело 311.549 становника.

## Демографија
Према попису становништва из 2010. у граду је живело 277.140 становника, што је 3.594 (1,3%) становника више него 2000. године.
|                   | 2010.            | 2000.            |
| Укупно            | 277 140 (100,0%) | 273 546 (100,0%) |
| Афроамериканци    | 145 085 (52,35%) | 146 250 (53,46%) |
| Хиспаноамериканци | 93 746 (33,83%)  | 80 622 (29,47%)  |
| Белци             | 32 122 (11,59%)  | 38 950 (14,24%)  |
| Азијати           | 4 485 (1,618%)   | 3 263 (1,193%)   |
| Остали            | 1 702 (0,614%)   | 4 461 (1,631%)   |

## Партнерски градови
- Рио де Жанеиро
- Кумаси
- Авеиро
- Ривеира
- Буенос Ајрес
- Банџул
- Генџе
- Сјуџоу
- Бело Оризонте
- Дуала
- Фрипорт
- Говернадор Валадарес
- Монровија
- Порто Алегре
- Ресерва
- Сеја
- Умуака
- Тајпеј